# Шандра малоцветковая
Шандра малоцветковая (лат. Marrubium parviflorum) — многолетнее растение, вид рода Шандра (Marrubium) семейства Яснотковые (Lamiaceae).

## Распространение и экология
Встречается в Малой Азии, Иране и Закавказье.
Растёт по сухим местах в нижнем и среднем поясах гор.

## Ботаническое описание
Растение высотой 40—60 см.
Стеблей от одного до четырёх, прямых, кверху разветвлённые, беловато-сероватых.
Прикорневые листья многочисленные, эллиптические или округлые, беловойлочные; стеблевые — продолговатые, к основанию суженные, мелкозубчатые, черешковые. Верхушечные (прицветные) листья похожи на стеблевые, но мельче их, почти сидячие, длиннее ложных мутовок.
Соцветие длинное, из 8—10-цветковые ложных мутовок, внизу расставленных, вверху сближенных; чашечка с трубкой длиной 4,5—5,5 мм, о пяти—десяти неодинаковых зубцах, длиной 2—2,5 см; венчик беловато-желтоватый.

## Классификация
Вид Шандра малоцветковая входит в род Шандра (Marrubium) подсемейства Яснотковые (Nepetoideae) семейства Яснотковые (Lamiaceae) порядка Ясноткоцветные (Lamiales).
|  |                                      |  |                                                             |                                                             |                      |  | ещё 21 семейство (согласно Системе APG II) | ещё 21 семейство (согласно Системе APG II)  |                                             |  |  |  | ещё более 50 родов | ещё более 50 родов       |  |  |
|  |                                      |  |                                                             |                                                             |                      |  | ещё 21 семейство (согласно Системе APG II) | ещё 21 семейство (согласно Системе APG II)  |                                             |  |  |  | ещё более 50 родов | ещё более 50 родов       |  |  |
|  |                                      |  |                                                             | порядок Ясноткоцветные                                      |                      |  |                                            |                                             | подсемейство Яснотковые                     |  |  |  |                    | вид Шандра малоцветковая |  |  |
|  |                                      |  |                                                             | порядок Ясноткоцветные                                      |                      |  |                                            |                                             | подсемейство Яснотковые                     |  |  |  |                    | вид Шандра малоцветковая |  |  |
|  | отдел Цветковые, или Покрытосеменные |  |                                                             |                                                             | семейство Яснотковые |  |                                            |                                             | род Шандра                                  |  |  |  |                    |                          |  |  |
|  | отдел Цветковые, или Покрытосеменные |  |                                                             |                                                             |                      |  |                                            |                                             |                                             |  |  |  |                    |                          |  |  |
|  |                                      |  | ещё 44 порядка цветковых растений (согласно Системе APG II) | ещё 44 порядка цветковых растений (согласно Системе APG II) |                      |  |                                            | ещё 7 подсемейств (согласно Системе APG II) | ещё 7 подсемейств (согласно Системе APG II) |  |  |  | ещё около 40 видов |                          |  |  |
|  |                                      |  |                                                             | ещё 44 порядка цветковых растений (согласно Системе APG II) |                      |  |                                            |                                             | ещё 7 подсемейств (согласно Системе APG II) |  |  |  |                    |                          |  |  |